# Акуна матата (пісня)
Хакуна матата, також акуна матата (суах. Hakuna Matata — в перекладі з мови суахілі буквально означає «безтурботне життя») — пісня з мультфільму «Король лев» (1994), яка була номінована на «Оскар» в категорії «Найкраща пісня». Музика — Елтона Джона, слова — Тіма Райса. Вона посіла 99-ту позицію (з 100) в рейтингу найкращих пісень в історії кінематографа, складеному «American Film Institute».

## Список композицій
CD сингл
1. «Hakuna Matata» — 3:33
2. «He Lives in You» — 4:51

CD maxi
1. «Hakuna Matata» (реп версія) — 4:24
2. «Warthog Rhapsody» by Nathan Lane & Ernie Sabella — 3:06
3. «Hakuna Matata» (альбомна версія) — 3:33

## Цікаві факти
- У стислому вигляді пісню «Hakuna Matata» можна почути у мультфільмі студії Pixar «Історія іграшок» (1995), яка лунає з автомобіля Енді в той момент, коли Моллі дивиться на шерифа Вуді і Базза Лайтера через дзеркало заднього виду.
- У фільмі «Мишаче полювання» Ерні Шмунц (Натан Лейн) робить уклін шейху, вітаючи його фразою «Акуна матата». У цьому жарті Натан посилається на мультфільм «Король Лев», де він озвучував суриката Тимона.
- У фільмі «Наскар» (2006) Жан Жерар, уникаючи аварії, вигукує «Акуна Матата, сволота!».
- Виконавець реггі Банні Уелер переспівує «Hakuna Matata» в «Reggae for Kids: Movie Classics».
- У серіалі «Less Than Perfect» американської компанії «ABC» : в одній із серій офісні працівники бухгалтер Рамона і завгосп Оуен виконували цю пісню, знущаючись над назвою дорогого французького сиру «Мимолетте».
- У мультсеріалі «Сімпсони» Гомер в одному з епізодів наспівував мотив цієї пісні.
- В альбомі групи Акваріум «Лошадь белая» (2008) є пісня «Акуна матата».
- В середині 1990-х, одразу після виходу мультфільму Король Лев, пісню Hakuna Matata виконала Данні Міноуг.
- У героїні корейського фільму «200 Pounds_Beauty» — тату на тілі у вигляді знака hakunamatata
- У знаменитої диско-групи Boney M є пісня під назвою Hakuna Matata, входить в альбом Kalimba De Luna, а також збірники Hit Collections (Happy Songs), The Maxi-Singles Collection, Long Versions & Rarities.
- У місті Харків є арт-клуб «Акуна Матата» розташований на вулиці Пушкінська 5.
- У фільмі «Липучка» Метт Райан в ролі Гейтса згадує цю фразу, намагаючись застрелити головного героя.
- У серіалі Хроніки молодого Індіани Джонса/The Young Indiana Jones Chronicles, в серії «Потяг — примара» (Phantom Train of Doom), Містер Голо, найкращий слідопит в Африці, вимовляє цю фразу коли погоджується вирушити на другу місію по захопленню німецького генерала Пауля Еміля фон Леттов-Форбека.
- У серіалі Чарівники девізом одного короля Філлори була фраза «Акуна Матата».